# Bedřich Lobkowicz
Kníže Bedřich z Lobkowicz, po roce 1918 jen Lobkowicz (10. říjen 1881 Vráž u Písku – 18. duben 1923 Vídeň), celým jménem Bedřich Maria Václav Melchior Alois František Borgiáš Maxmilián kníže z Lobkovic byl český šlechtic, příslušník mělnické větve Lobkoviců, právník, zakladatel vinných sklepů, voják československé armády.

## Život

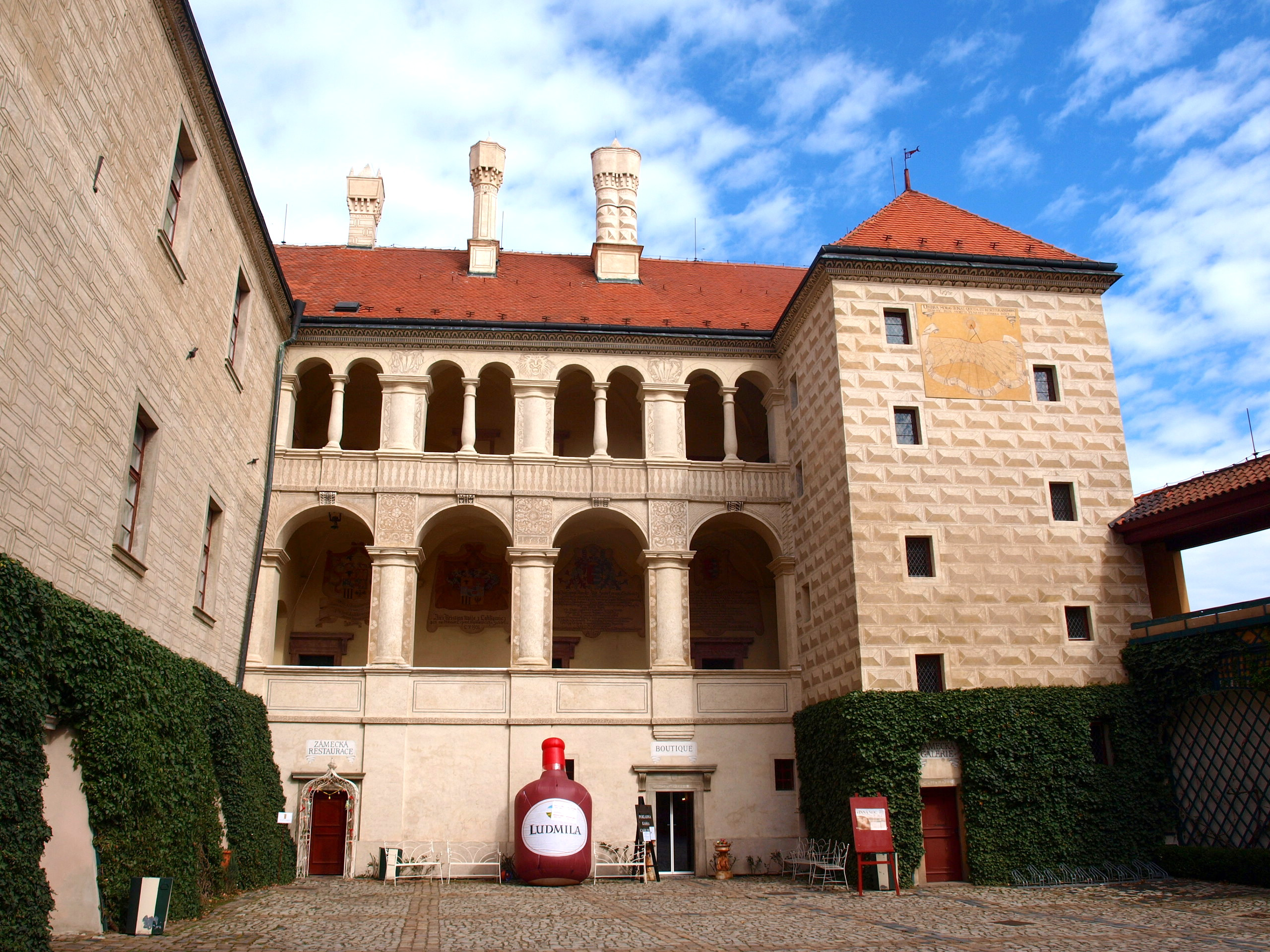
Nádvoří zámku v Mělníku

Narodil se 10. října 1881 ve Vráži u Písku jako předposlední potomek knížete Jiřího Kristána z Lobkowicz (1835–1908) a jeho manželky Anny princezny z Lichtenštejna (1846–1924).
V letech 1899–1904 studoval práva na české Karlo-Ferdinandově univerzitě v Praze. V letech 1901–1902 byl zapsán i na Univerzitě Innsbruck. Promoval 23. března 1906 v Praze. V roce 1908 byl jmenován c. k. komořím. Od 23. března 1909 byl dědičným členem rakouské panské sněmovny. Byl také členem říšského soudu (1917–1918). Zastával rovněž pozici hejtmana v záloze.
Byl předsedou nebo prezidentem několika organizací: Spolek vinařský pro Království české (Weinbauverein für das Königreich Böhmen; 1908–1923), Český klub automobilistů (Tschechischer Automobilklub; 1914–1919), Svaz československých velkostatkářů (Verband der tschechoslowakischen Großgrundbesitzer; 1921–1923), Společnost vlasteneckých přátel umění (Gesellschaft patriotischer Kunstfreunde in Böhmen; 1922–1923).
Zemřel 18. dubna 1923 v sanatoriu Löw ve Vídni a byl pochován v rodinné hrobce Lobkoviců v Hoříně.

## Majetek
Vlastnil statky Mělník a Rožďalovice. Na Rožďalovickém zámku bydlel po svatbě, než se přestěhoval do Turnova (Palackého čp. 440), kde sloužil jako praktikant pražského místodržitelství při okresním hejtmanství.

## Rodina
Bedřich Lobkowicz se oženil 24. dubna 1906 v kapli Arcibiskupského paláce v Praze s palácovou dámou a významnou činitelkou českého společenského života, Jossl, tj. Josefinou Antonií Kunhutou, rozenou hraběnkou z Thun-Hohensteinu (3. březen 1886 Praha – 28. prosinec 1971 Deutschlandsberg). Byla dcerou zesnulého Leopolda Bohumila Felixe hraběte Thun-Hohensteina (1842–1898) a jeho manželky Kristýny z Waldstein-Wartenbergu (1854–1937). Ovládala šest světových jazyků a byla vynikající sportovkyní, jezdila na koni, hrála tenis např. s Karlem Koželuhem nebo s rodinným přítelem Rudolfem Popplerem. Proslula jako společensky velmi exponovaná a záletná žena. V době 1. světové války pracovala ve zdravotnictví, ošetřovala raněné ve vojenském lazaretu v Praze na Smíchově. Po smrti svého manžela se vdala podruhé, a to za anglického diplomata, lorda Webstera, o dvě generace staršího než byla sama, aby zachránila rodinné nemovitosti. Tím získala britskou státní příslušnost, ale svou situaci v socialistické Praze tím nezlepšila. Pomáhala mnoha svým šlechtickým příbuzným s kontakty na jejich zahraniční příbuzné. Když se jí nepodařilo získat vízum k návštěvě svých dětí, vystěhovala se do rakouského Štýrska.
Bedřichovi a Josefíně se narodily dvě děti, syn a dcera:
- 1. Jiří Kristián (22. 2. 1907 Turnov – 22. 5. 1932 Berlín), absolvoval jednoroční vojenský kurs dobrovolníka, byl nadšeným sportovcem – veslařem a zvolil si kariéru automobilového závodníka. Zahynul svobodný a bezdětný během závodu ve svém voze Bugatti na závodním okruhu AVUS v Berlíně.
- 2. Ludmila Anna Marie Melchiora (13. 8. 1908 Rožďalovice – 11. 1. 1974 Štýrský Hradec)
  - ∞ (16. 4. 1932 Hořín) Alfréd Géza Jan z Lichtenštejna na Holleneggu (27. 6. 1907 Betliare – 28. 12. 1991 Frauenthal).